# Ctenomys magellanicus obscurus
Ctenomys magellanicus obscurus es una de las subespecies en que se divide la especie de roedor denominada comúnmente tucotuco de Magallanes (Ctenomys magellanicus), integrante del género Ctenomys. Habita en el extremo austral del Cono Sur de Sudamérica.

## Taxonomía
Este taxón fue descrito originalmente en el año 1975 por el zoólogo W. A. Texera.
La localidad tipo es: “Estancia Lago Escondido, 20 km al sur de la Sección Río Grande, cerca de Lago Blanco, en las coordenadas: 53°53′S 68°52′W”.

## Distribución y hábitat
Esta subespecie se distribuye en el centro de la isla Grande de Tierra del Fuego, en el sur de Chile. 
Habita en la estepa patagónica fría, con pastizales y matorrales con Berberis buxifolia, a una altitud de alrededor de 500 m s. n. m. Su dieta se compone muy especialmente de raíces de gramíneas.
El pastoreo del ganado ovino lo afecta particularmente. Por esta razón, el comité chileno que definió su categoría de conservación, según el “Reglamento de Clasificación de Especies Silvestres” (RCE), lo categorizó como taxón: “Vulnerable”.